# Ярмарка юниоров КХЛ 2015
Ярмарка юниоров КХЛ 2015 — седьмой в истории КХЛ входной драфт юниоров прошел 30 мая 2015 года в Москве на домашней площадке московского «Динамо» ВТБ Ледовый дворец. Первоначально, этот драфт должен был пройти в Чехове на домашней площадке ХК «Витязь». Под первым номером был выбран игрок «Серебряных Львов» Артём Мальцев клубом «Сочи».
А в матче юниоров победила команда игроков, представляющих Западную конференцию. Матч завершился со счетом — 8:5

## История
Совет Директоров на заседании 27 февраля 2015 года утвердил изменения в процедуре Драфта юниоров («Ярмарка талантов») КХЛ:
В период с 1 января по 30 апреля клубы КХЛ имеют право защитить всех необходимых им выпускников* собственной школы путём заключения с ними профессиональных контрактов сроком на три сезона или более.
*Выпускник — хоккеист, который провел два последних учебных года (включая выпускной) и более в школе Клуба. Под учебным годом понимается период с 1 сентября по 30 апреля. Выпускником также будет считаться хоккеист, перешедший в новую школу в течение последних двух лет обучения по договоренности между старой и новой школой/Клубом.
В случае отсутствия такой договоренности (подписанного Клубами/школами договора перехода) хоккеист будет считаться выпускником старой школы.
В «Ярмарке талантов» могут принять участие хоккеисты, удовлетворяющие следующим критериям:
- Выпускники школ Клубов КХЛ, с которыми не были заключены контракты в период с 01 января по 30 апреля;
- Выпускники остальных хоккейных школ России в возрасте 17 лет;
- Хоккеисты в возрасте 17-23 лет, которые не имели/не имеют контрактных отношений с Клубами КХЛ или за которыми не закреплены спортивные права в системе КХЛ-ВХЛ-МХЛ.

5 мая 2015 года стало известно, что драфт юниоров переносится в другое место. Из Чехова в Москву на недавно открытый ВТБ Ледовый дворец..

## Выбор игроков

### Первый раунд
В первом раунде были выбраны 28 игроков: 4 вратаря, 12 защитников и 12 нападающих. В раунде выбирало 18 из 27 клубов.
- 6 августа 2014 года СКА и «Адмирал» произвели обмен: во Владивосток отправился вратарь Иван Налимов, а питерцы получили право выбора в первом раунде[6].

| #  | Игрок               | Национальность | Позиция    | Команда КХЛ   |
| -- | ------------------- | -------------- | ---------- | ------------- |
| 1  | Артём Мальцев       | Россия         | Защитник   | Сочи          |
| 2  | Игорь Кабанов       | Россия         | Нападающий | Металлург Нк  |
| 3  | Якуб Лацка          | Словакия       | Нападающий | Слован        |
| 4  | Доминик Симон       | Чехия          | Нападающий | Локомотив     |
| 5  | Тимофей Филиппов    | Россия         | Защитник   | Лада          |
| 6  | Игорь Гераскин      | Россия         | Нападающий | Северсталь    |
| 7  | Петр Мразек         | Чехия          | Вратарь    | Локомотив     |
| 8  | Владислав Семин     | Россия         | Защитник   | СКА           |
| 9  | Алексей Ожгихин     | Россия         | Защитник   | СКА           |
| 10 | Владислав Гросс     | Россия         | Вратарь    | СКА           |
| 11 | Антон Шарпанских    | Россия         | Нападающий | СКА           |
| 12 | Никита Кизиков      | Россия         | Нападающий | СКА           |
| 13 | Самуэл Ферета       | Словакия       | Защитник   | Трактор       |
| 14 | Анатолий Елизаров   | Россия         | Защитник   | Салават Юлаев |
| 15 | Константин Чернюк   | Россия         | Защитник   | Сочи          |
| 16 | Антон Васильев      | Россия         | Нападающий | Югра          |
| 17 | Кирилл Балдин       | Россия         | Нападающий | Барыс         |
| 18 | Петр Заморский      | Чехия          | Защитник   | Локомотив     |
| 19 | Юусе Сарос          | Финляндия      | Вратарь    | Динамо М      |
| 20 | Антон Форсберг      | Швеция         | Вратарь    | Авангард      |
| 21 | Даниил Лапин        | Россия         | Нападающий | Сибирь        |
| 22 | Сергей Орлов        | Россия         | Защитник   | Металлург Мг  |
| 23 | Владислав Джиошвили | Россия         | Нападающий | Сочи          |
| 24 | Дмитрий Мужиков     | Россия         | Защитник   | Ак Барс       |
| 25 | Максим Дубовик      | Россия         | Защитник   | Автомобилист  |
| 26 | Александр Дербенёв  | Россия         | Нападающий | Автомобилист  |
| 27 | Максим Чувилов      | Россия         | Нападающий | ЦСКА          |
| 28 | Алексей Герич       | Россия         | Защитник   | ЦСКА          |

### Второй раунд
Было выбрано 27 игроков: 2 вратаря, 10 защитников и 15 нападающих.
- 15 мая череповецкая «Северсталь» и омский «Авангард» совершили обмен: в Омск отправился 21-летний защитник Даниил Арефьев, а череповчане получили право выбора во втором раунде от омичей[7]

| #  | Игрок               | Национальность | Позиция    | Команда КХЛ   |
| -- | ------------------- | -------------- | ---------- | ------------- |
| 29 | Никита Воробьёв     | Россия         | Защитник   | Амур          |
| 30 | Григорий Воробьёв   | Россия         | Нападающий | Металлург Мг  |
| 31 | Мартин Бодак        | Словакия       | Защитник   | Слован        |
| 32 | Даниил Вертий       | Россия         | Нападающий | Югра          |
| 33 | Михаил Дробышевский | Россия         | Вратарь    | Автомобилист  |
| 34 | Иван Воронов        | Россия         | Защитник   | Салават Юлаев |
| 35 | Виталий Михайлов    | Россия         | Нападающий | Ак Барс       |
| 36 | Патрик Лайне        | Финляндия      | Нападающий | Динамо Р      |
| 37 | Артур Войцех        | Россия         | Защитник   | Трактор       |
| 38 | Янне Куокканен      | Финляндия      | Нападающий | Ак Барс       |
| 39 | Линус Линдстрём     | Швеция         | Нападающий | Динамо Р      |
| 40 | Филип Павлик        | Чехия          | Защитник   | Авангард      |
| 41 | Маркус Сёренсен     | Швеция         | Нападающий | ЦСКА          |
| 42 | Дмитрий Суходоев    | Россия         | Защитник   | Трактор       |
| 43 | Павел Воронков      | Россия         | Нападающий | Медвешчак     |
| 44 | Ессе Пульюярви      | Финляндия      | Нападающий | Торпедо       |
| 45 | Данила Богуш        | Россия         | Нападающий | Барыс         |
| 46 | Маттиас Янмарк      | Швеция         | Нападающий | Локомотив     |
| 47 | Эса Линделл         | Финляндия      | Защитник   | Динамо Мн     |
| 48 | Денис Толпегин      | Россия         | Защитник   | Северсталь    |
| 49 | Даниил Шабаров      | Россия         | Нападающий | СКА           |
| 50 | Савелий Козлов      | Россия         | Защитник   | Металлург Мг  |
| 51 | Эту Туулола         | Финляндия      | Нападающий | Йокерит       |
| 52 | Николай Пикушин     | Россия         | Нападающий | Нефтехимик    |
| 53 | Максим Усков        | Россия         | Нападающий | Динамо М      |
| 54 | Максим Гибадуллин   | Россия         | Вратарь    | СКА           |
| 55 | Алексей Кузьмин     | Россия         | Защитник   | ЦСКА          |

### Третий раунд
В этом раунде было выбрано 24 игрока: 1 вратарь, 10 защитников, 13 нападающих.
- 7 мая 2015 года «Салават Юлаев» и «Автомобилист» провели обмен, по итогам которого в Екатеринбург отправились защитник Алексей Василевский и форварды Александр Панков и Алексей Митрофанов. Уфимцы же получили право выбора в третьем раунде Драфта-2015, а также права на Антона Лазарева, некоторое время назад принявшего квалификационное предложение «Автомобилиста».

| #  | Игрок                | Национальность | Позиция    | Команда КХЛ   |
| -- | -------------------- | -------------- | ---------- | ------------- |
| 56 | Николай Павлов       | Россия         | Защитник   | Амур          |
| 57 | Владимир Заболотский | Россия         | Защитник   | ЦСКА          |
| 58 | Самуэль Руди         | Словакия       | Защитник   | Слован        |
| 59 | Никита Иванов        | Россия         | Нападающий | Югра          |
| 60 | Алексей Епифанов     | Россия         | Нападающий | Салават Юлаев |
| 61 | Павел Ткачков        | Россия         | Нападающий | Медвешчак     |
| 62 | Ян Хоменко           | Россия         | Нападающий | Ак Барс       |
| 63 | Маркус Ниемеляйнен   | Финляндия      | Защитник   | Динамо Р      |
| 64 | Дмитрий Варламов     | Россия         | Нападающий | Витязь        |
| 65 | Байрас Абдуллин      | Россия         | Нападающий | Металлург Мг  |
| 66 | Евгений Яргаев       | Россия         | Защитник   | Торпедо       |
| 67 | Денис Хисматуллин    | Россия         | Нападающий | Трактор       |
| 68 | Евгений Жаворонков   | Россия         | Защитник   | Салават Юлаев |
| 69 | Джордан Уил          | Канада         | Нападающий | Сочи          |
| 70 | Никита Пислегин      | Россия         | Защитник   | Торпедо       |
| 71 | Алексей Лучевников   | Россия         | Нападающий | Барыс         |
| 72 | Роопе Хинтц          | Финляндия      | Нападающий | Локомотив     |
| 73 | Маркус Хёгберг       | Швеция         | Вратарь    | Динамо Мн     |
| 74 | Аксель Хольстрём     | Швеция         | Нападающий | Авангард      |
| 75 | Даниил Курашов       | Россия         | Защитник   | Адмирал       |
| 76 | Робин Сало           | Финляндия      | Защитник   | Йокерит       |
| 77 | Никита Суденков      | Россия         | Защитник   | Лада          |
| 78 | Семен Панкратов      | Россия         | Нападающий | Динамо М      |
| 79 | Андрей Алексеев      | Россия         | Нападающий | ЦСКА          |

### Четвертый раунд
В этом раунде было выбрано 27 игроков: 4 вратаря, 8 защитников, 15 нападающих.
- 6 мая произошел обмен между «Витязем» и новокузнецким «Металлургом»: в «Кузне» продолжит карьеру нападающий Павел Макаренко, а подольчане получили право выбора в четвертом раунде Драфта.
- «Кузня» отправила своих хоккеистов в Нижний Новгород: за защитника Евгения Белохвостикова от «Торпедо» получено право выбора в 4-м и 5-м раундах драфта-2015.

| #   | Игрок               | Национальность | Позиция    | Команда КХЛ   |
| --- | ------------------- | -------------- | ---------- | ------------- |
| 80  | Валерий Науменко    | Россия         | Нападающий | Амур          |
| 81  | Йоонас Ниемеля      | Финляндия      | Нападающий | Витязь        |
| 82  | Самуэль Соленский   | Словакия       | Нападающий | Слован        |
| 83  | Павел Васильев      | Россия         | Защитник   | Югра          |
| 84  | Никита Стрижов      | Россия         | Нападающий | Металлург Мг  |
| 85  | Виталий Тарасов     | Россия         | Нападающий | Медвешчак     |
| 86  | Данил Галеев        | Россия         | Защитник   | Нефтехимик    |
| 87  | Данила Васильев     | Россия         | Нападающий | Медвешчак     |
| 88  | Лукас Вейдемо       | Швеция         | Нападающий | Витязь        |
| 89  | Оливер Феликссон    | Финляндия      | Защитник   | СКА           |
| 90  | Дмитрий Левашов     | Россия         | Нападающий | Автомобилист  |
| 91  | Владимир Белоглазов | Россия         | Нападающий | Северсталь    |
| 92  | Никита Подскребалин | Россия         | Вратарь    | Трактор       |
| 93  | Михаил Денисов      | Россия         | Вратарь    | Салават Юлаев |
| 94  | Борис Качук         | Канада         | Нападающий | Сочи          |
| 95  | Александр Дудин     | Россия         | Нападающий | Торпедо       |
| 96  | Александр Мелихов   | Казахстан      | Нападающий | Барыс         |
| 97  | Томаш Носек         | Чехия          | Нападающий | Локомотив     |
| 98  | Андреас Юнссон      | Швеция         | Нападающий | Динамо Мн     |
| 99  | Линус Улльмарк      | Швеция         | Вратарь    | Авангард      |
| 100 | Адель Садыков       | Россия         | Защитник   | Сибирь        |
| 101 | Максим Мишаков      | Россия         | Защитник   | Металлург Мг  |
| 102 | Тармо Реунанен      | Финляндия      | Защитник   | Йокерит       |
| 103 | Филип Густафссон    | Швеция         | Вратарь    | Ак Барс       |
| 104 | Дмитрий Грищенко    | Россия         | Защитник   | Динамо М      |
| 105 | Якоб Мовераре       | Швеция         | Защитник   | СКА           |
| 106 | Адам Мовсаров       | Россия         | Нападающий | ЦСКА          |

### Пятый раунд
В последнем раунде Ярмарки-2015 было выбрано 27 игроков: 2 вратаря, 11 защитников и 14 нападающих.
- «Кузня» отправила своих хоккеистов в Нижний Новгород: за защитника Евгения Белохвостикова от «Торпедо» получено право выбора в 4-м и 5-м раундах драфта-2015.
- «Северсталь» отдала «Кузне» нападающего Александра Куваева в обмен на выбор в пятом раунде.
- За выбор в этом раунде предстоящего драфта петербуржцы получили 18-летнего нападающего «Атланта» Савву Андреева[8].

| #   | Игрок               | Национальность | Позиция    | Команда КХЛ   |
| --- | ------------------- | -------------- | ---------- | ------------- |
| 107 | Глеб Семёнов        | Россия         | Защитник   | Нефтехимик    |
| 108 | Глеб Морулёв        | Россия         | Защитник   | Северсталь    |
| 109 | Виктор Арвидссон    | Швеция         | Нападающий | Салават Юлаев |
| 110 | Константин Беркутов | Россия         | Защитник   | Югра          |
| 111 | Алексей Пузанов     | Россия         | Защитник   | Нефтехимик    |
| 112 | Тихон Иванов        | Россия         | Защитник   | Медвешчак     |
| 113 | Родион Ульчинский   | Россия         | Нападающий | Нефтехимик    |
| 114 | Теодорс Блугерс     | Латвия         | Нападающий | Динамо Р      |
| 115 | Йеспер Линдгрен     | Швеция         | Защитник   | Витязь        |
| 116 | Адам Тиландер       | Швеция         | Защитник   | СКА           |
| 117 | Сергей Чеботов      | Россия         | Защитник   | Автомобилист  |
| 118 | Кирилл Чернявский   | Россия         | Нападающий | Северсталь    |
| 119 | Никита Тертышный    | Россия         | Нападающий | Трактор       |
| 120 | Рокко Гримальди     | США            | Нападающий | Салават Юлаев |
| 121 | Ник Казинс          | Канада         | Нападающий | Сочи          |
| 122 | Юрий Жолобов        | Россия         | Нападающий | Северсталь    |
| 123 | Александр Борисевич | Казахстан      | Защитник   | Барыс         |
| 124 | Юлиус Бергман       | Швеция         | Защитник   | Локомотив     |
| 125 | Патрик Бартошак     | Чехия          | Вратарь    | Динамо Мн     |
| 126 | Марек Ружичка       | Чехия          | Нападающий | Авангард      |
| 127 | Константин Дубин    | Россия         | Нападающий | Металлург Мг  |
| 128 | Артем Попитич       | Россия         | Нападающий | Металлург Мг  |
| 129 | Отто Койвула        | Финляндия      | Нападающий | Йокерит       |
| 130 | Ник Пастухов        | США            | Нападающий | Ак Барс       |
| 131 | Александр Никитин   | Россия         | Защитник   | Динамо М      |
| 132 | Густав Григалс      | Латвия         | Вратарь    | Динамо Р      |
| 133 | Робин Ковач         | Швеция         | Нападающий | ЦСКА          |

## Итоги драфта
Всего на ярмарке талантов КХЛ было выбрано 133 игрока: 13 вратарей, 51 защитник и 69 нападающих. 82 выбранных игрока представляли Россию — это самый худший результат с 2009, тогда на первом драфте КХЛ было выбрано 43 игрока, представляющих Россию. Игроков с финским паспортом было выбрано 13, это самый лучший результат за всю историю Ярмарок талантов КХЛ.
| #     | Страна    | Игроков | Процент |
| ----- | --------- | ------- | ------- |
| 1     | Россия    | 82      | 61.65   |
| 2     | Швеция    | 16      | 12.03   |
| 3     | Финляндия | 13      | 9.77    |
| 4     | Чехия     | 7       | 5.26    |
| 5     | Словакия  | 5       | 3.76    |
| 6     | Казахстан | 3       | 2.25    |
| 6     | Канада    | 3       | 2.25    |
| 7     | США       | 2       | 1.5     |
| 7     | Латвия    | 2       | 1.5     |
| Всего | Всего     | 133     | 100     |

## Выставочный матч юниоров
После того, как игрокам клубы вручили свитера команд, начался выставочный матч, в котором победу одержала Сборная Западной конференции. 
| 25 мая 2015 | Запад | 8 : 5 (2:0, 2:3, 4:2) | Восток | ВТБ Ледовый дворец, Москва |

| Отчёт | Отчёт                                                                         | Отчёт | Отчёт | Отчёт                             |
| --- | ----------------------------------------------------------------------------- | --- | --- | --------------------------------- |
| |                                                                               | | |                                   |
| | Георгий Кузнецов (00:00-31:10) Илья Коновалов (31:10-60:00)                   | Вратари | Дмитрий Лозебников (00:00-20:00; 46:03-59:29) Владислав Гросс (20:00-40:00) Константин Шарапов (40:00-46:03) | Судьи: Андрей Свиргун Иван Тютнев |
| | Голы:                                                                         | | | Судьи: Андрей Свиргун Иван Тютнев |
| Михаил Мещеряков (ШБ)* 07:49 Никита Попугаев (Александр Полуэктов) 19:55 Владислав Кара (Егор Зайцев, Кирилл Петьков) 21:10 Герман Рубцов (Владислав Кара) 31:35 Павел Царегородцев 45:21 Владислав Кара (Герман Рубцов) 46:03 Герман Рубцов (Никита Макеев) 53:39 Никита Попугаев (ПВ)** 59:55 | 1 — 0 2 — 0 3 — 0 3 — 1 4 — 1 4 — 2 4 — 3 5 — 3 5 — 4 6 — 4 6 — 5 7 — 5 8 — 5 | 25:01 Александр Мелихов (Григорий Дронов) 38:06 Артём Манукян (ШБ)* 39:10 Александр Яковенко (Дмитрий Соколов, Владислав Кулиев) 45:32 Дмитрий Соколов (Владимир Кузнецов) 48:28 Михаил Сергачев (Евгений Кобяков) | | Судьи: Андрей Свиргун Иван Тютнев |
| |                                                                               | | | Судьи: Андрей Свиргун Иван Тютнев |
| |                                                                               | | | Судьи: Андрей Свиргун Иван Тютнев |
| |                                                                               | | | Судьи: Андрей Свиргун Иван Тютнев |
| |                                                                               | | | Судьи: Андрей Свиргун Иван Тютнев |
| |                                                                               | | |                                   |